# Astragalus incanus
Astragalus incanus är en ärtväxtart som beskrevs av Carl von Linné. Astragalus incanus ingår i släktet vedlar, och familjen ärtväxter.

## Underarter
Arten delas in i följande underarter:
- A. i. incanus
- A. i. nummularioides

## Bildgalleri

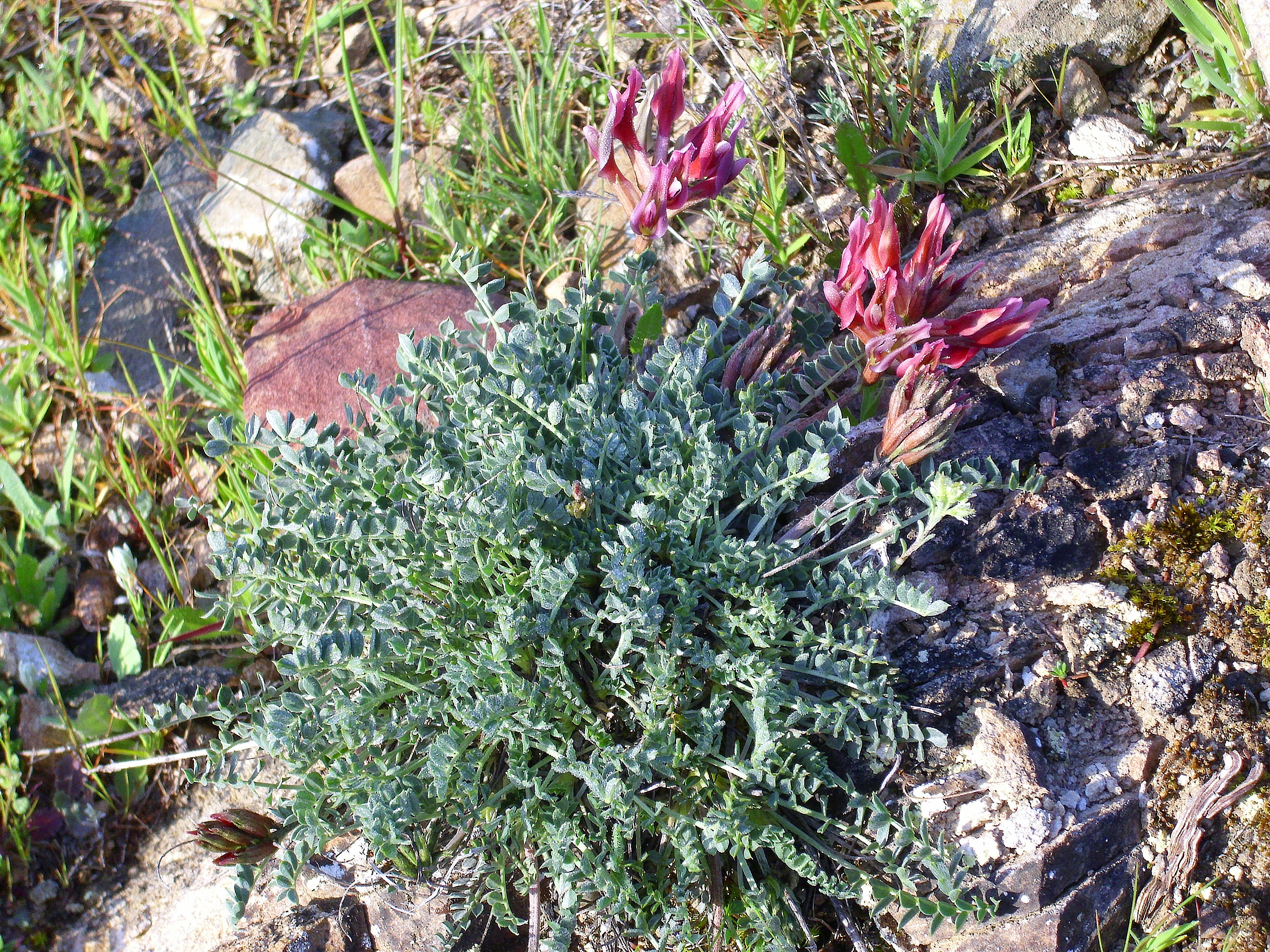
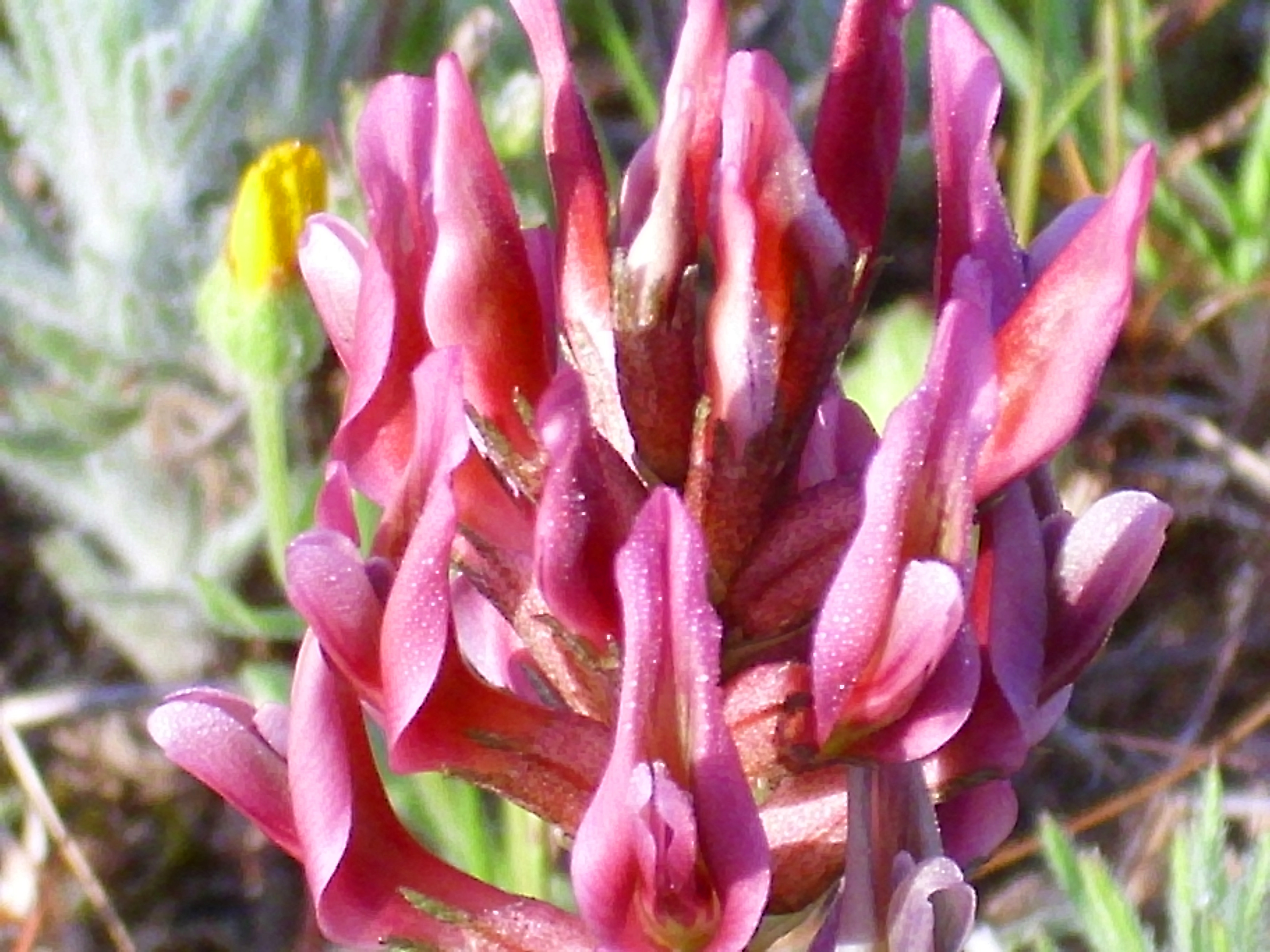
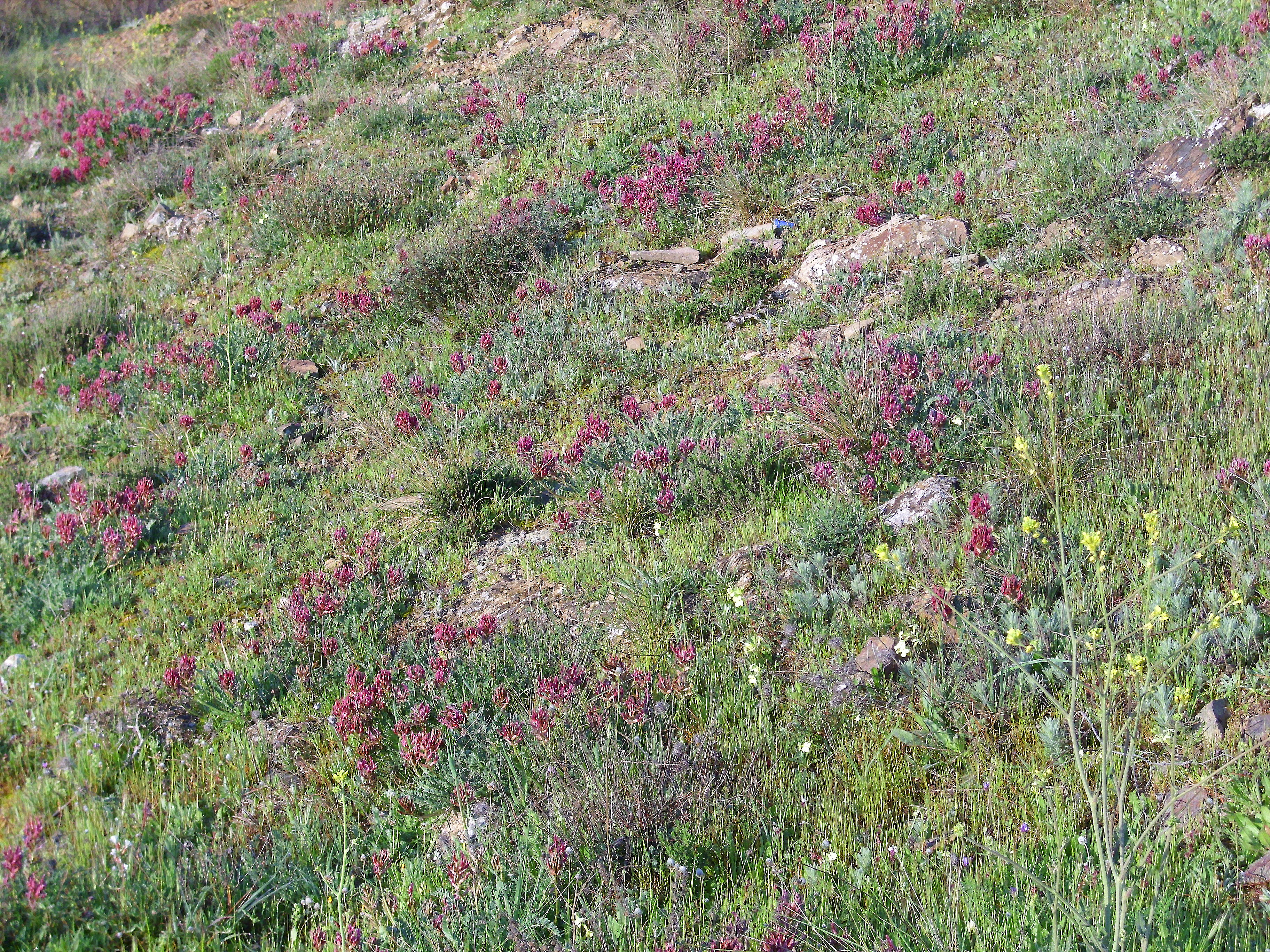